# Félix Carvajal
Félix de la Caridad Carvajal de Soto (San Antonio de los Baños o L'Avana, 18 marzo 1875 – L'Avana, 27 gennaio 1949) è stato un maratoneta cubano, 4º alle Olimpiadi di Saint Louis 1904.

## Carriera
Pittoresca fu la partecipazione di Félix Carvajal a Saint Louis 1904 ove si presentò con un abbigliamento sui generis, maglia pesante e scarpe con il tacco, e dove intrattenne il pubblico con atteggiamenti comici durante la gara.
Era giunto negli Stati Uniti per partecipare ai Giochi olimpici grazie ad una colletta, ma perse tutti i soldi al gioco dei dadi, fu accolto e coccolato da tre atleti statunitensi, Rose, Flanagan e Sheridan, che gli offrirono vitto e alloggio e grazie a loro prese parte alla maratona ove giunse 4º, nonostante le crisi di fame e il mal di stomaco dovuto al fatto che avesse mangiato mele acerbe.

## Palmarès
Giochi olimpici
- Saint Louis 1904: 4º nella Maratona